# Tour Majunga
La Tour Majunga es un edificio de 194 metros situado en el distrito financiero de La Défense, cercano a París. En enero de 2014 fue coronado estructuralmente y se convirtió en el cuarto rascacielos más alto de Francia, por detrás de First (231 m), Montparnasse (210 m) e Incity (200 m).
El arquitecto principal de la torre fue Jean-Paul Viguier.